# Fugro
Fugro N.V. er en nederlandsk multinational geoteknikvirksomhed med hovedkvarter i Leidschendam. De fokuserer primært på geotekniske undersøgelser, landmåling og geovidenskabelige services. Fugro havde i 2022 en omsætning på 1,77 mia. euro og ca. 9.000 ansatte.
Kornelis "Kees" Joustra (Kees er en hollandsk forkortelse af Kornelis) etablerede Fugro 2. maj 1962 som Ingenieursbureau voor Funderingstechniek en Grondmechanica.
I begyndelsen fokuserede virksomheden på byggebranchen, men i 1970'erne udvidede de til offshore-sektoren.